# 越南民間信仰

五行旂

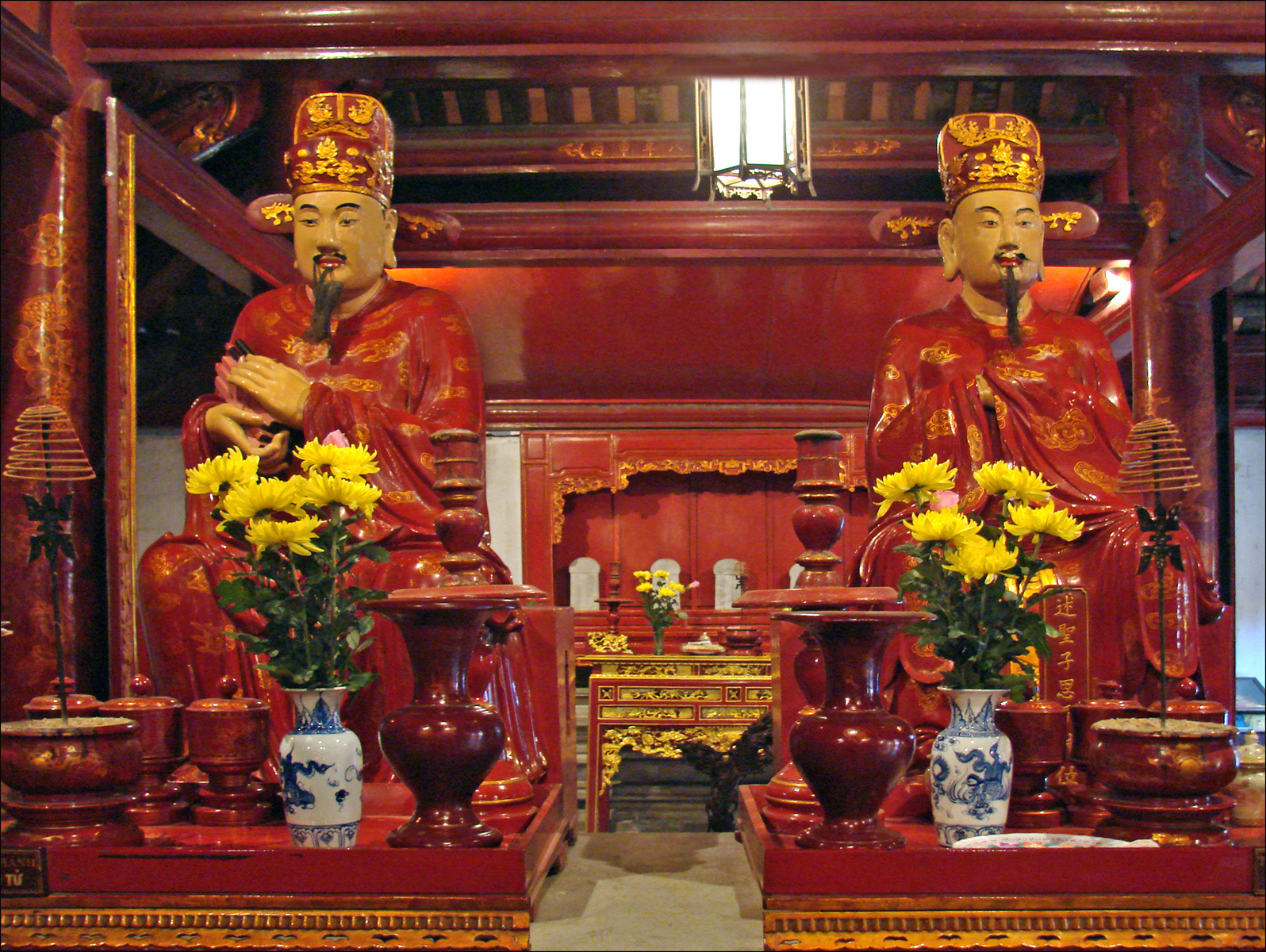
河内文廟

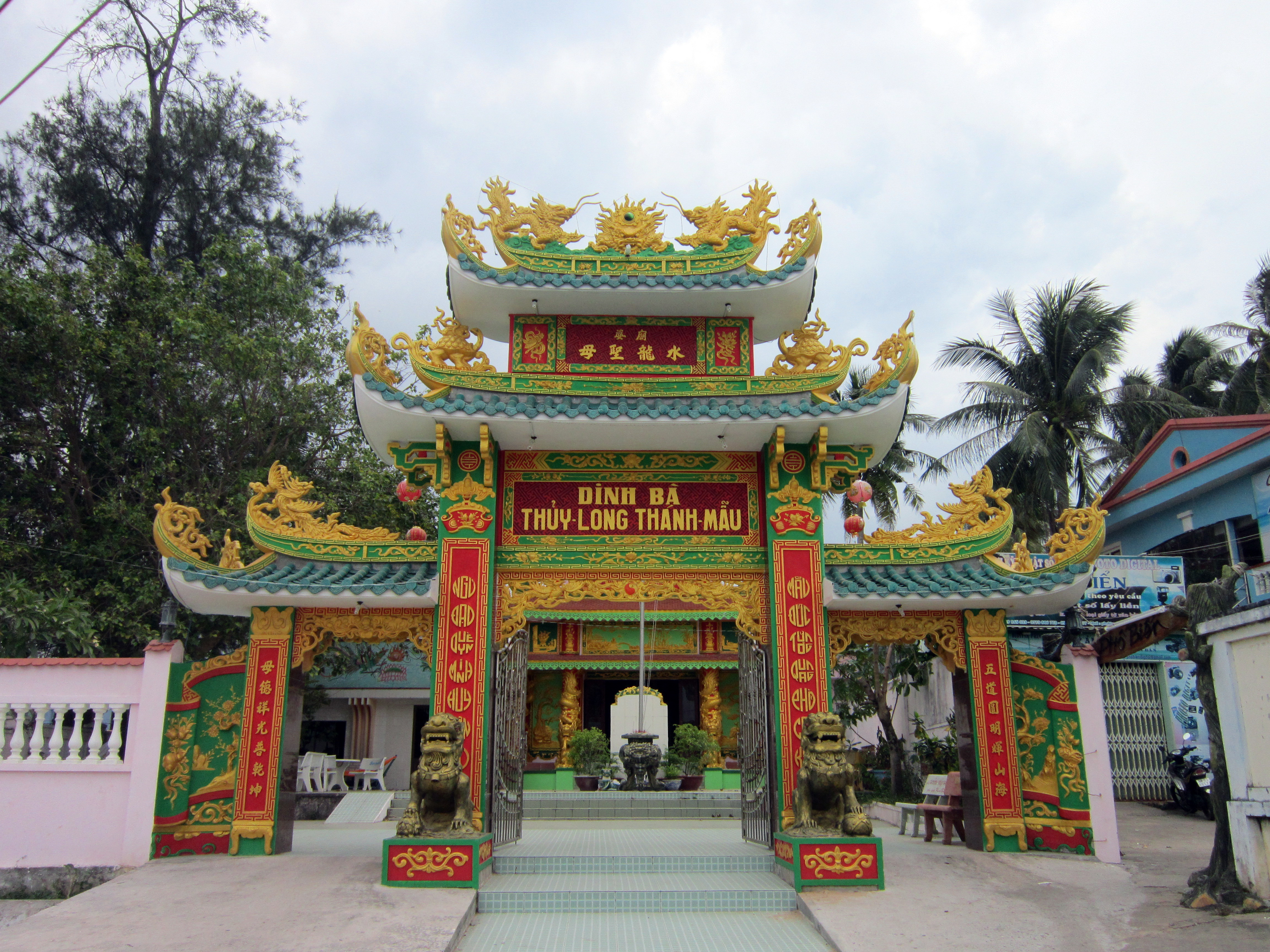
水龍聖母廟

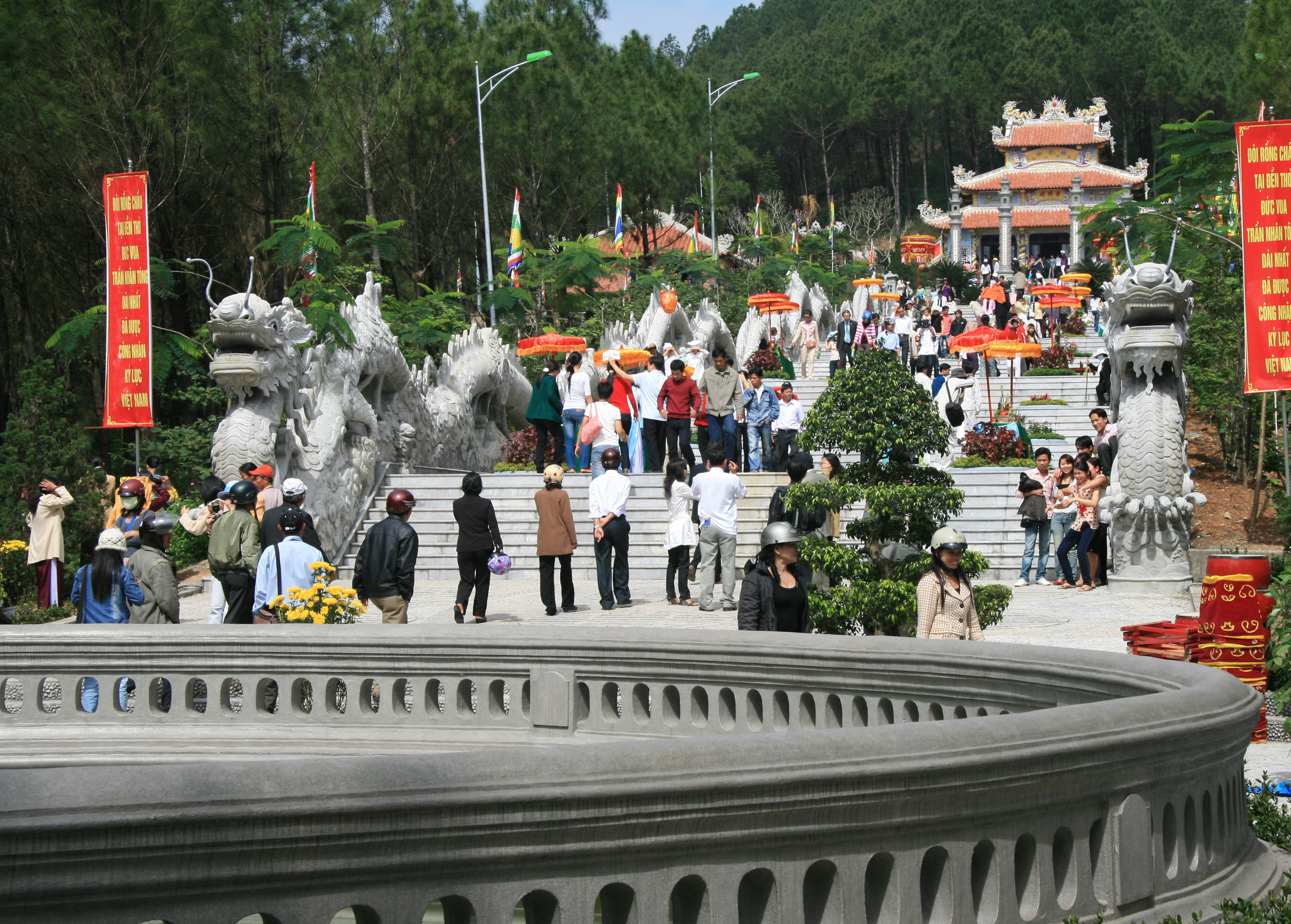
陳仁宗廟

越南民间信仰是越南人的民族宗教，约有86%的越南人口信奉或同時信奉这种宗教。越南民间信仰不是一个有组织的宗教系统，而是一套传统崇拜體系。越南本土宗教有时被认定为儒教的一種，道母則是越南民间宗教的一种独特形式，越南政府也将高台教归类为越南本土宗教的一种形式。
从1945年王朝末期到1980年代，越南民间信仰受到压制，特别是越南北部土地改革（1953-1955）和重新统一後的集体化（1975-1986）期间。在革新開放前夕的1985年起，越南政府逐渐回归保护宗教文化的政策，越南民间信仰很快被提升为“进步的文化，充满民族认同感”。

## 靈的概念
在越南民间信仰中，“靈”的含义等同于神圣和守护神，是影响世界的神的力量。灵圣、靈显、灵应、灵验、灵魂这些概念都来源于汉字“靈”。“圣”是靈的一个变型，意思是“智能”或“真知灼见”。靈是介於陰陽之间的媒介，也是早期创造秩序的转喻。更具体地说，一个实体的灵存在于支配社会变革的秩序和无序两个层次之间的中介。靈是一种“符号关系的文化逻辑”，它在控制繁殖和变化的辩证法中调解极性。靈這一概念也被描述为建立空间和时间的界限、表现和识别隐喻、区分差异并将差异联系在一起的能力。通过这种方式，伦理、政治和族群维度被培育、再生，并在塑造现实模型的过程中被建构、想象和激励。

## 儒家与道家
越南民間信仰崇尚儒家价值观，文庙是专门祭祀孔子的庙宇，在帝制时代也兼作书院。道教在中国统治期间传入越南，產生了越南道教，雖然纯粹中國式的道教在越南很少見，但仍然可以在有华人社区的地方看到道教廟宇，越南道教的元素也被吸收到越南民间宗教中，其影响在高台教和道母信仰中也很明显。

## 本土宗教運動
高台教是一個有组织的越南民间宗教，于1926年在越南南部的西寧產生，追随者也称他们的宗教为上帝道。高台與先天道有共同的根源和相似之处。高台字面意思是“至尊主”或“至尊是至高神，與中國神話玉皇大帝類似。他在主庙被供奉，但高台教也崇拜母神，例如西王母。信仰的象征是上帝的左眼，代表阴陽平衡。
道母是指对各种母神的崇拜，是越南民间信仰的核心特征。越南人对母神的崇拜可以追溯到史前时代，母神的概念有可能包含不同的自然神，作为以各种形式表现自己的唯一精神。历史上各种女英雄，作为保护者或治疗者出现，被神化为母神的其他表现形式。
明道与先天道有共同的根源，並影响了高台教。明道17世纪從明朝傳入越南南部，当局对这些教派兴趣不大，因为至少在20世纪初他们的活动仅限于寺庙之内。然而他们具有萌芽的越南民族主义元素，这些元素随着20世纪初政治活动的发展而演变。19世纪和20世纪，越南南部出现了五个明道运动：明师道、明理道、明光道、明善道和明新道。从1975年开始，一些明道宗教的活动和寺庙已被吸收到高台教派别中，而另一些，特别是明光道和明理道，则保持不同。

## 神明和神廟
越南民間信仰的神靈可以粗略分为四类：自然神、祖先神、道教神和占婆神。最受欢迎的神祇是涇陽王和他的儿子貉龍君。祭祀神靈的宗教建築在越南语中统称为“廟”。在北部地区，廟是祭祀主要神灵的場所，通常位于僻静的地方，而“祠”是作爲祭祀“次要崇拜”的場所，靠近或在居住地内。在南部地区，这两个类别趋于模糊。